# 大阪チタニウムテクノロジーズ
株式会社大阪チタニウムテクノロジーズ（おおさかチタニウムテクノロジーズ、英: OSAKA Titanium technologies Co.,Ltd.、略称:OTC）は、日本の非鉄金属メーカーである。
金属チタン素材加工において世界有数のメーカーである。チタン事業では東邦チタニウムと市場を二分する。日本国内初の一酸化ケイ素製造メーカーであり、かつては多結晶ケイ素（ポリシリコン）も手掛けていた。

## 主要事業所
- 本社・本社尼崎工場 - 兵庫県尼崎市東浜町1番地
- 東京支社 - 東京都港区浜松町1丁目18番16号（住友浜松町ビル8階）
- 岸和田製造所 - 大阪府岸和田市岸之浦町3番2

## 沿革
- 1937年（昭和12年）1月 - 大阪特殊製鉄所発足。
- 1952年（昭和27年）
  - 4月 - 金属チタンの製造を開始。
  - 11月26日 - 住友金属工業（当時。現・日本製鉄）が資本参加、大阪チタニウム製造株式会社が発足。
- 1954年（昭和29年）- チタン工場稼働。
- 1957年（昭和32年）- 多結晶シリコンの研究開発開始。
- 1960年（昭和35年）1月 - 多結晶シリコンの製造開始。
- 1961年（昭和36年）- 塩化マグネシウム電解工場完成。
- 1981年（昭和56年）- チタンインゴット工場完成。
- 1982年（昭和57年）- 新スポンジチタン工場完成。
- 1984年（昭和59年）- 新多結晶工場稼働開始。
- 1993年（平成5年）1月 - 住友シチックス株式会社に社名変更。
- 1997年（平成9年）
  - 5月20日 - 住友シチックスにより、株式会社シチックス尼崎設立。
  - 10月1日 - シチックス尼崎が住友シチックスのチタン・多結晶シリコン・開発商品事業を継承し、株式会社住友シチックス尼崎に商号変更し、営業開始。
- 1998年（平成10年）10月1日 - 住友シチックスが住友金属工業に合併。
- 2002年（平成14年）
  - 1月1日 - 住友シチックス尼崎が住友チタニウム株式会社に社名変更。
  - 3月8日 - 東証2部に株式上場。
- 2005年（平成17年）3月1日 - 東証1部上場に指定替え。新株発行等により、住友金属工業・神戸製鋼所が筆頭株主となる。
- 2007年（平成19年）10月1日 - 住友チタニウムが株式会社大阪チタニウムテクノロジーズに社名変更。
- 2009年（平成21年）6月 - 大阪府岸和田市に岸和田製造所を開設。チタン溶解新工場が岸和田製造所に完成。
- 2011年（平成23年）4月 - ポリシリコン新工場が岸和田製造所に完成。
- 2014年（平成26年）4月 - チタン溶解事業の生産体制を尼崎工場に集約。
- 2019年（平成31年）3月 - ポリシリコン事業から撤退。